# Khuwyt
Khuwyt (c. 1960 aC.) va ser una música a l'antic Egipte que és representada en una pintura decorativa a la tomba de Antefoqer, un polític egipci durant la Dotzena Dinastia. Ella i un altre músic, identificat com el cantant Didumin, son mostrats de costat, tocant l'arpa per entretenir Antefoqer. Ella apareix a la paret nord de la tomba descrita com "la cantant, Khuwyt, filla de Maket." Les seves cançons són sobre Athor, la deessa daurada, i sobre el visir mateix, desitjant-li vida i salut.